# Венесуела на Олімпійських іграх
Венесуела вперше взяла участь в літніх Олімпійських іграх 1948 року на Іграх в Лондоні й з того часу брала участь в усіх літніх Олімпійських іграх сучасності. На зимових Олімпійських іграх венесуельські спортсмени дебютували 1998 року на Іграх в Нагано й з того часу виступали на двох наступних зимових Олімпіадах (2002 та 2006 років).
За всю історію виступів колумбійські спортсмени завоювали 12 олімпійських нагород, у тому числі й 2 золоті.
Олімпійський комітет Венесуели було засновано 1935 року.

## Медальний залік

### Медалі на Олімпійських іграх
| Ігри                | Золото | Срібло | Бронза | Загалом |
| 1948 Лондон         | 0      | 0      | 0      | 0       |
| 1952 Гельсінки      | 0      | 0      | 1      | 1       |
| 1956 Мельбурн       | 0      | 0      | 0      | 0       |
| 1960 Рим            | 0      | 0      | 1      | 1       |
| 1964 Токіо          | 0      | 0      | 0      | 0       |
| 1968 Мехіко         | 1      | 0      | 0      | 1       |
| 1972 Мюнхен         | 0      | 0      | 0      | 0       |
| 1976 Монреаль       | 0      | 1      | 0      | 1       |
| 1980 Москва         | 0      | 1      | 0      | 1       |
| 1984 Лос-Анджелес   | 0      | 0      | 3      | 3       |
| 1988 Сеул           | 0      | 0      | 0      | 0       |
| 1992 Барселона      | 0      | 0      | 0      | 0       |
| 1996 Атланта        | 0      | 0      | 0      | 0       |
| 2000 Сідней         | 0      | 0      | 0      | 0       |
| 2004 Афіни          | 0      | 0      | 2      | 2       |
| 2008 Пекін          | 0      | 0      | 1      | 1       |
| 2012 Лондон         | 1      | 0      | 0      | 1       |
| 2012 Ріо-де-Жанейро | 0      | 1      | 2      | 3       |
| Загалом             | 2      | 3      | 10     | 15      |

### Медалі за видами спорту
| Вид спорту     | Золото | Срібло | Бронза | Загалом |
| -------------- | ------ | ------ | ------ | ------- |
| Бокс           | 1      | 2      | 3      | 6       |
| Фехтування     | 1      | 0      | 0      | 1       |
| Тхеквондо      | 0      | 0      | 2      | 2       |
| Легка атлетика | 0      | 1      | 1      | 2       |
| Стрільба       | 0      | 0      | 1      | 1       |
| Плавання       | 0      | 0      | 1      | 1       |
| Важка атлетика | 0      | 0      | 1      | 1       |
| Велоспорт      | 0      | 0      | 1      | 1       |
| Всього         | 2      | 3      | 10     | 15      |